# Коравилер
Коравилер (фр. Corravillers) насеље је и општина у источној Француској у региону Франш-Конте, у департману Горња Саона која припада префектури Лир.
По подацима из 2011. године у општини је живело 203 становника, а густина насељености је износила 18,13 становника/km². Општина се простире на површини од 11,2 km². Налази се на средњој надморској висини од 425 метара (максималној 768 m, а минималној 415 m).

## Демографија
| 1962. | 1968. | 1975. | 1982. | 1990. | 1999. | 2011. |
| ----- | ----- | ----- | ----- | ----- | ----- | ----- |
| 360   | 438   | 388   | 291   | 233   | 225   | 203   |

График промене броја становника у току последњих година